# Кирхајм под Теком
Кирхајм под Теком (њем. Kirchheim unter Teck) град је у њемачкој савезној држави Баден-Виртемберг. Једно је од 44 општинска средишта округа Еслинген. Према процјени из 2010. у граду је живјело 39.824 становника. Посједује регионалну шифру (AGS) 8116033.

## Географски и демографски подаци
Кирхајм под Теком се налази у савезној држави Баден-Виртемберг у округу Еслинген. Град се налази на надморској висини од 311 метара. Површина општине износи 40,5 km². У самом граду је, према процјени из 2010. године, живјело 39.824 становника. Просјечна густина становништва износи 984 становника/km².

## Међународна сарадња
| Мјесто       | Држава               | Врста сарадње | Од    |
| ------------ | -------------------- | ------------- | ----- |
| Калоча       | Мађарска             | партнерство   | 1990. |
| Грејт Јармут | Уједињено Краљевство | контакт       | 2000. |
| Рамбује      | Француска            | партнерство   | 1967. |
| Извор        |                      |               |       |